# Slavkovský les
Der Slavkovský les (Kaiserwald, tschechisch früher: Císařský les) ist ein Mittelgebirge in Tschechien. Es liegt im Böhmischen Bäderdreieck zwischen den Städten Karlsbad, Marienbad und Franzensbad. Geologisch mit dem Erzgebirge verbunden, war das Gebiet früher durch einen intensiven Bergbau geprägt, der nach 1990 aus wirtschaftlichen Gründen aufgegeben wurde.

## Geographie
Nach Norden fällt der Kaiserwald zum Egerbecken und Falkenauer Becken ab, im Nordosten reicht er an das Duppauer Gebirge. Südöstlich schließt sich das Tepler Hochland an. Im Südwesten trennt ihn die Tachauer Furche vom Oberpfälzer Wald.
Auf einer Fläche von 803 Quadratkilometern befinden sich ausgedehnte Waldgebiete und Torfmoore. Bemerkenswert ist vor allem das Smraďoch (Stinker) mit seinen Gasaustritten sowie das Naturschutzgebiet Kladské rašeliny (Glatzener Moor) mit seinen drei Mooren.
Der tiefste Punkt des Gebirges liegt bei 374 m ü. M.; seine höchsten Gipfel sind der Judenhau (Lesný) mit 983 m ü. M. und die Glatze (Lysina) mit 982 m ü. M., die sich in der Nähe von Lázně Kynžvart befinden. Zu den bekanntesten Bergen gehört der sagenumwobene Dreigipfel des Krudum (838 m) mit der wüsten Kirche St. Nikolaus unterm Krudum.
Geomorphologische Klassifizierung:

System: Hercynisch

Untersystem: Hercynisches Gebirge

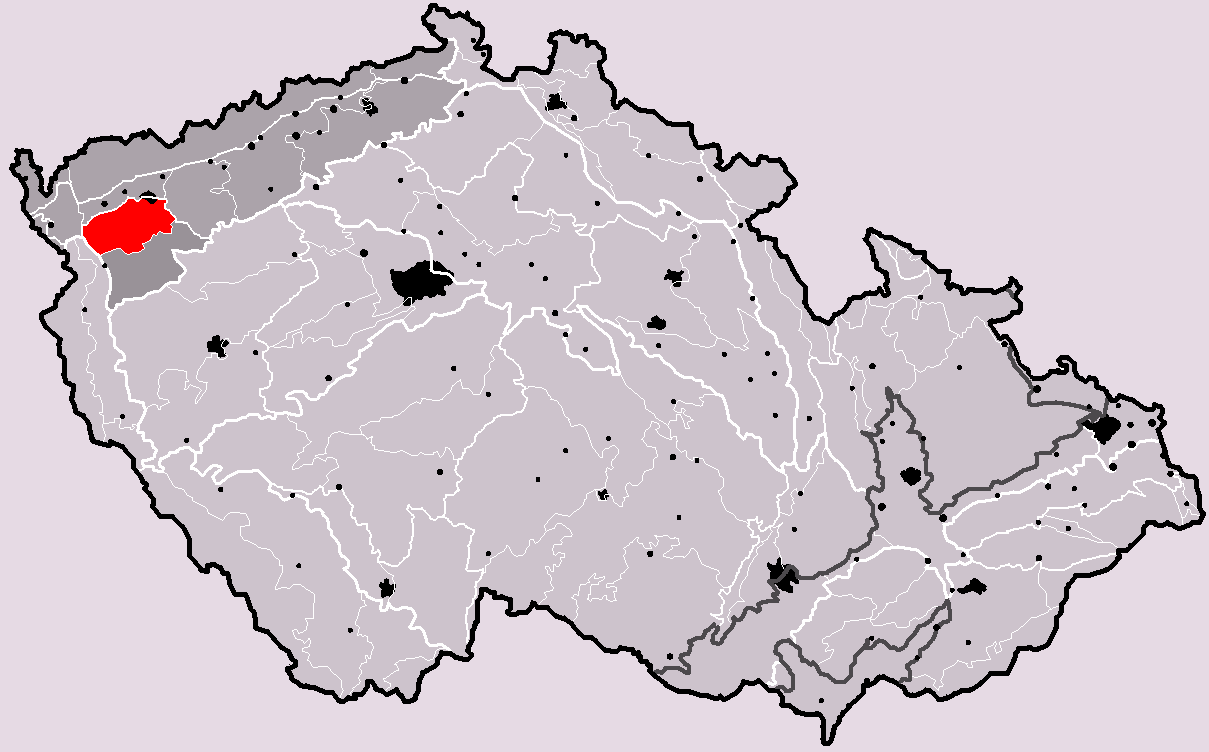
Der Kaiserwald innerhalb der geomorphologischen Einteilung Tschechiens

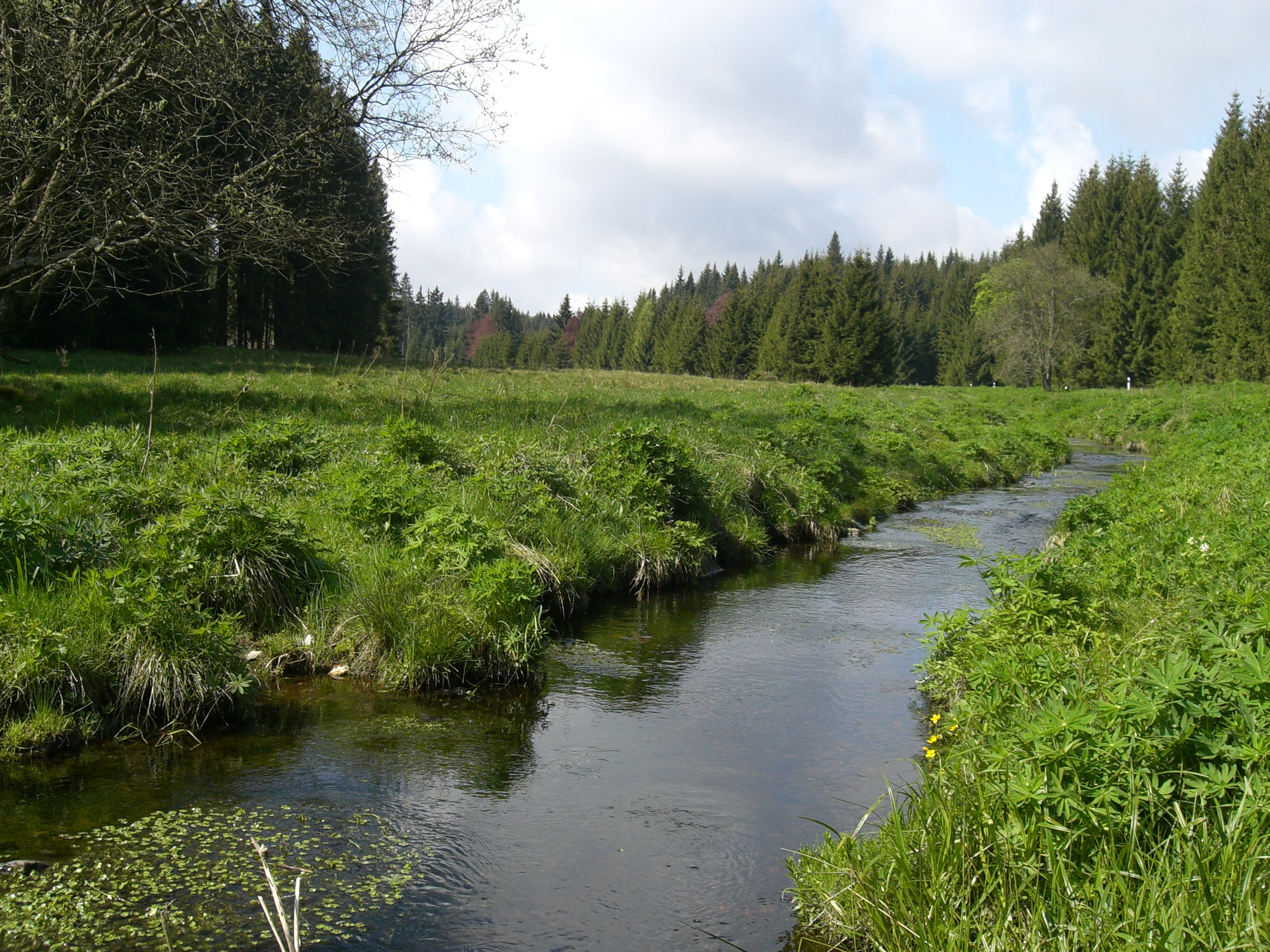
Im Kaiserwald

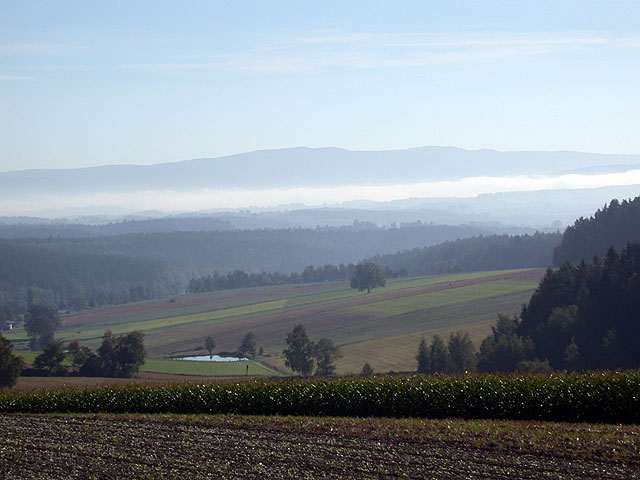
Der Höhenzug des Kaiserwaldes von der Kappl in der Oberpfalz aus gesehen

Provinz: Böhmische Masse (Česká vysočina)

Subprovinz: Krušnohorská subprovincie (Erzgebirgs-Subprovinz)

Gebiet: Karlovarská vrchovina (Karlsbader Gebirge)

Haupteinheit: Slavkovský les (Kaiserwald)

Untereinheiten: Kynžvartská vrchovina, Hornoslavkovská vrchovina und Bečovská vrchovina

## Geschichte
Das Mittelgebirge, dessen deutscher Name sich vom kaiserlichen Besitz ableitet, war eines der ertragreichsten Bergbaugebiete in Nordböhmen. Vor allem der Zinnbergbau um die privilegierten Bergstädte Schlaggenwald (Horní Slavkov), Lauterbach (heute abgerissen), Schönfeld (Krásno), Einsiedl (Mnichov) und Schönficht (Smrkovec, heute abgerissen) war genauso bekannt wie der Joachimsthaler Silberbergbau.
Der Kaiserwald selbst ist keine alte Kulturgegend. Für eine frühe Besiedlung gibt es keine Belege. Archäologische Funde in den höheren Lagen gibt es erst aus dem Mittelalter. Die Besiedlung des Kaiserwaldes ist der Kolonisationstätigkeit des Tepler und des Waldsassener Stiftes im 13. Jahrhundert zuzurechnen. Die ersten Ansiedlungen sind im Zusammenhang mit dem Bergbau auf Gold, Silber und vor allem Zinn entstanden. Eine Schlüsselrolle bei der Entwicklung des Bergbaus spielten die Adelsfamilien Riesenburger, von Ossegg (Osek) und Pfluger von Rabenstein (Rabstejn). Eine technische Glanzleistung des Bergbaus war die Errichtung von Wasserkanälen, so genannter Kunstgräben wie dem Langen Graben (tschechisch Dlouhá stoka) im 16. Jahrhundert. Eine negative Auswirkung auf den Bergbau hatte der Dreißigjährige Krieg. Die Konsolidierung der wirtschaftlichen Verhältnisse nach dem Dreißigjährigen Krieg brachte im Kaiserwald einen neuen Aufschwung des Handwerks und des Zunftwesens. Es kam zur Wiederbelebung lokaler Handwerke, die häufig die dortigen Rohstoffvorkommen nutzten. Es entstanden erste Manufakturen und Fabriken. So wurde der Kaiserwald Ende des 18. Jahrhunderts zum ersten Standort der böhmischen Porzellanindustrie.
Von den Handwerksbetrieben des Kaiserwaldes des 18. und 19. Jahrhunderts seien die traditionsreiche Zinngießerei, die Porzellanproduktion, die Herstellung von lackierten Dosen, Waffen, Messern, Nadeln sowie Sprudelsteinschleifen und Lebzelterei in Loket genannt.
Die Wirtschaftskrise der dreißiger Jahre führten zum Niedergang des Bergbaus im Kaiserwald. Infolge des Münchner Abkommens gehörte das Gebiet ab Oktober 1938 zu NS-Deutschland, was nach dem Zweiten Weltkrieg wieder rückgängig gemacht wurde. 
Die meisten deutschsprachigen Bewohner wurden nach 1945 vertrieben. Ein großer Teil des entvölkerten Gebietes wurde zunächst vom Truppenübungsplatz Prameny nachgenutzt. Dadurch wurde ein großer Teil der alten Ansiedlungen ausgelöscht. Nach dessen Auflösung wurde im Jahr 1974 wurde das Landschaftsschutzgebiet Slavkovský les (ChKO Slavkovský les) begründet.